# Scrobigera vitalisi
Scrobigera vitalisi là một loài bướm đêm trong họ Noctuidae.